# Galeria Narodowa Nowej Zelandii
Galeria Narodowa Nowej Zelandii – galeria sztuki mieszcząca się w Wellington. Działała w latach 1936–1992, kiedy to została połączono ją z Muzeum Narodowe Nowej Zelandii Te Papa Tongarewa.

## Dyrektorzy
- Stewart Bell Maclennan (1948-68)
- Melvin Day (1968-78)
- Luit Bieringa (1979-89)
- Jenny Harper (1990-92)